# Coupe des clubs champions européens de handball 1978-1979
Navigation
Coupe des clubs champions 1977-1978 Coupe des clubs champions 1979-1980
La saison 1978-1979 de la Coupe des clubs champions européens de handball met aux prises 26 équipes européennes. Il s’agit de la 19e édition de la compétition organisée par l'IHF.
Le vainqueur est le club ouest-allemand du TV Großwallstadt qui remporte le sacre européen pour la première fois.

## Participants

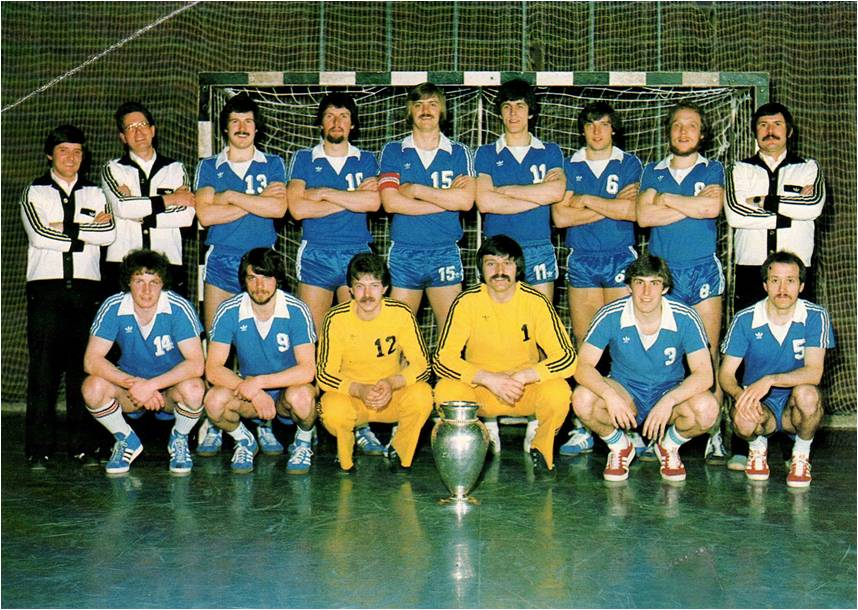
Le TV Großwallstadt, Champion d'Allemagne de l'Ouest 1977/78, remporte la compétition pour la première fois.

Le liste des engagés, par tour d’entrée dans la compétition, est :
| Huitièmes de finale | Huitièmes de finale | Huitièmes de finale | Huitièmes de finale | Huitièmes de finale | Huitièmes de finale | Huitièmes de finale | Huitièmes de finale | Huitièmes de finale | Huitièmes de finale | Huitièmes de finale | Huitièmes de finale | Huitièmes de finale | Huitièmes de finale | Huitièmes de finale | Huitièmes de finale | Huitièmes de finale | Huitièmes de finale | Huitièmes de finale | Huitièmes de finale | Huitièmes de finale | Huitièmes de finale | Huitièmes de finale | Huitièmes de finale | Huitièmes de finale | Huitièmes de finale | Huitièmes de finale | Huitièmes de finale | Huitièmes de finale | Huitièmes de finale |
| --- | --- | --- | --- | --- | --- | --- | --- | --- | --- | --- | --- | --- | --- | --- | --- | --- | --- | --- | --- | --- | --- | --- | --- | --- | --- | --- | --- | --- | --- |
| - SC Empor Rostock : Championnat d'Allemagne de l'Est - TV Großwallstadt : Championnat d'Allemagne de l'Ouest - KFUM Fredericia : Champion du Danemark | - SC Empor Rostock : Championnat d'Allemagne de l'Est - TV Großwallstadt : Championnat d'Allemagne de l'Ouest - KFUM Fredericia : Champion du Danemark | - SC Empor Rostock : Championnat d'Allemagne de l'Est - TV Großwallstadt : Championnat d'Allemagne de l'Ouest - KFUM Fredericia : Champion du Danemark | - SC Empor Rostock : Championnat d'Allemagne de l'Est - TV Großwallstadt : Championnat d'Allemagne de l'Ouest - KFUM Fredericia : Champion du Danemark | - SC Empor Rostock : Championnat d'Allemagne de l'Est - TV Großwallstadt : Championnat d'Allemagne de l'Ouest - KFUM Fredericia : Champion du Danemark | - SC Empor Rostock : Championnat d'Allemagne de l'Est - TV Großwallstadt : Championnat d'Allemagne de l'Ouest - KFUM Fredericia : Champion du Danemark | - SC Empor Rostock : Championnat d'Allemagne de l'Est - TV Großwallstadt : Championnat d'Allemagne de l'Ouest - KFUM Fredericia : Champion du Danemark | - SC Empor Rostock : Championnat d'Allemagne de l'Est - TV Großwallstadt : Championnat d'Allemagne de l'Ouest - KFUM Fredericia : Champion du Danemark | - SC Empor Rostock : Championnat d'Allemagne de l'Est - TV Großwallstadt : Championnat d'Allemagne de l'Ouest - KFUM Fredericia : Champion du Danemark | - SC Empor Rostock : Championnat d'Allemagne de l'Est - TV Großwallstadt : Championnat d'Allemagne de l'Ouest - KFUM Fredericia : Champion du Danemark | - SC Empor Rostock : Championnat d'Allemagne de l'Est - TV Großwallstadt : Championnat d'Allemagne de l'Ouest - KFUM Fredericia : Champion du Danemark | - SC Empor Rostock : Championnat d'Allemagne de l'Est - TV Großwallstadt : Championnat d'Allemagne de l'Ouest - KFUM Fredericia : Champion du Danemark | - SC Empor Rostock : Championnat d'Allemagne de l'Est - TV Großwallstadt : Championnat d'Allemagne de l'Ouest - KFUM Fredericia : Champion du Danemark | - SC Empor Rostock : Championnat d'Allemagne de l'Est - TV Großwallstadt : Championnat d'Allemagne de l'Ouest - KFUM Fredericia : Champion du Danemark | - SC Empor Rostock : Championnat d'Allemagne de l'Est - TV Großwallstadt : Championnat d'Allemagne de l'Ouest - KFUM Fredericia : Champion du Danemark | - CB Calpisa Alicante : Champion d'Espagne - Budapest Honvéd : Champion de Hongrie - WKS Śląsk Wrocław : Champion de Pologne | - CB Calpisa Alicante : Champion d'Espagne - Budapest Honvéd : Champion de Hongrie - WKS Śląsk Wrocław : Champion de Pologne | - CB Calpisa Alicante : Champion d'Espagne - Budapest Honvéd : Champion de Hongrie - WKS Śląsk Wrocław : Champion de Pologne | - CB Calpisa Alicante : Champion d'Espagne - Budapest Honvéd : Champion de Hongrie - WKS Śląsk Wrocław : Champion de Pologne | - CB Calpisa Alicante : Champion d'Espagne - Budapest Honvéd : Champion de Hongrie - WKS Śląsk Wrocław : Champion de Pologne | - CB Calpisa Alicante : Champion d'Espagne - Budapest Honvéd : Champion de Hongrie - WKS Śląsk Wrocław : Champion de Pologne | - CB Calpisa Alicante : Champion d'Espagne - Budapest Honvéd : Champion de Hongrie - WKS Śląsk Wrocław : Champion de Pologne | - CB Calpisa Alicante : Champion d'Espagne - Budapest Honvéd : Champion de Hongrie - WKS Śląsk Wrocław : Champion de Pologne | - CB Calpisa Alicante : Champion d'Espagne - Budapest Honvéd : Champion de Hongrie - WKS Śląsk Wrocław : Champion de Pologne | - CB Calpisa Alicante : Champion d'Espagne - Budapest Honvéd : Champion de Hongrie - WKS Śląsk Wrocław : Champion de Pologne | - CB Calpisa Alicante : Champion d'Espagne - Budapest Honvéd : Champion de Hongrie - WKS Śląsk Wrocław : Champion de Pologne | - CB Calpisa Alicante : Champion d'Espagne - Budapest Honvéd : Champion de Hongrie - WKS Śląsk Wrocław : Champion de Pologne | - CB Calpisa Alicante : Champion d'Espagne - Budapest Honvéd : Champion de Hongrie - WKS Śląsk Wrocław : Champion de Pologne | - CB Calpisa Alicante : Champion d'Espagne - Budapest Honvéd : Champion de Hongrie - WKS Śląsk Wrocław : Champion de Pologne | - CB Calpisa Alicante : Champion d'Espagne - Budapest Honvéd : Champion de Hongrie - WKS Śląsk Wrocław : Champion de Pologne |
| Tour préliminaire | | | | | | | | | | | | | | | | | | | | | | | | | | | | | |
| - Kirkby HC Liverpool : Champion de Grande-Bretagne - ASKO Linz : Champion d'Autriche - Sporting Neerpelt : Champion de Belgique 1978 - CSKA Sofia : Champion de Bulgarie - Helsinki IFK : Champion de Finlande - Stella Sports St-Maur : Champion de France 1978 - Kyndil Tórshavn : Champion des Îles Féroé - Valur Reykjavik : Champion d'Islande - Maccabi Petah-Tikva : Champion d'Israël - Volani Rovereto : Champion d'Italie | - Kirkby HC Liverpool : Champion de Grande-Bretagne - ASKO Linz : Champion d'Autriche - Sporting Neerpelt : Champion de Belgique 1978 - CSKA Sofia : Champion de Bulgarie - Helsinki IFK : Champion de Finlande - Stella Sports St-Maur : Champion de France 1978 - Kyndil Tórshavn : Champion des Îles Féroé - Valur Reykjavik : Champion d'Islande - Maccabi Petah-Tikva : Champion d'Israël - Volani Rovereto : Champion d'Italie | - Kirkby HC Liverpool : Champion de Grande-Bretagne - ASKO Linz : Champion d'Autriche - Sporting Neerpelt : Champion de Belgique 1978 - CSKA Sofia : Champion de Bulgarie - Helsinki IFK : Champion de Finlande - Stella Sports St-Maur : Champion de France 1978 - Kyndil Tórshavn : Champion des Îles Féroé - Valur Reykjavik : Champion d'Islande - Maccabi Petah-Tikva : Champion d'Israël - Volani Rovereto : Champion d'Italie | - Kirkby HC Liverpool : Champion de Grande-Bretagne - ASKO Linz : Champion d'Autriche - Sporting Neerpelt : Champion de Belgique 1978 - CSKA Sofia : Champion de Bulgarie - Helsinki IFK : Champion de Finlande - Stella Sports St-Maur : Champion de France 1978 - Kyndil Tórshavn : Champion des Îles Féroé - Valur Reykjavik : Champion d'Islande - Maccabi Petah-Tikva : Champion d'Israël - Volani Rovereto : Champion d'Italie | - Kirkby HC Liverpool : Champion de Grande-Bretagne - ASKO Linz : Champion d'Autriche - Sporting Neerpelt : Champion de Belgique 1978 - CSKA Sofia : Champion de Bulgarie - Helsinki IFK : Champion de Finlande - Stella Sports St-Maur : Champion de France 1978 - Kyndil Tórshavn : Champion des Îles Féroé - Valur Reykjavik : Champion d'Islande - Maccabi Petah-Tikva : Champion d'Israël - Volani Rovereto : Champion d'Italie | - Kirkby HC Liverpool : Champion de Grande-Bretagne - ASKO Linz : Champion d'Autriche - Sporting Neerpelt : Champion de Belgique 1978 - CSKA Sofia : Champion de Bulgarie - Helsinki IFK : Champion de Finlande - Stella Sports St-Maur : Champion de France 1978 - Kyndil Tórshavn : Champion des Îles Féroé - Valur Reykjavik : Champion d'Islande - Maccabi Petah-Tikva : Champion d'Israël - Volani Rovereto : Champion d'Italie | - Kirkby HC Liverpool : Champion de Grande-Bretagne - ASKO Linz : Champion d'Autriche - Sporting Neerpelt : Champion de Belgique 1978 - CSKA Sofia : Champion de Bulgarie - Helsinki IFK : Champion de Finlande - Stella Sports St-Maur : Champion de France 1978 - Kyndil Tórshavn : Champion des Îles Féroé - Valur Reykjavik : Champion d'Islande - Maccabi Petah-Tikva : Champion d'Israël - Volani Rovereto : Champion d'Italie | - Kirkby HC Liverpool : Champion de Grande-Bretagne - ASKO Linz : Champion d'Autriche - Sporting Neerpelt : Champion de Belgique 1978 - CSKA Sofia : Champion de Bulgarie - Helsinki IFK : Champion de Finlande - Stella Sports St-Maur : Champion de France 1978 - Kyndil Tórshavn : Champion des Îles Féroé - Valur Reykjavik : Champion d'Islande - Maccabi Petah-Tikva : Champion d'Israël - Volani Rovereto : Champion d'Italie | - Kirkby HC Liverpool : Champion de Grande-Bretagne - ASKO Linz : Champion d'Autriche - Sporting Neerpelt : Champion de Belgique 1978 - CSKA Sofia : Champion de Bulgarie - Helsinki IFK : Champion de Finlande - Stella Sports St-Maur : Champion de France 1978 - Kyndil Tórshavn : Champion des Îles Féroé - Valur Reykjavik : Champion d'Islande - Maccabi Petah-Tikva : Champion d'Israël - Volani Rovereto : Champion d'Italie | - Kirkby HC Liverpool : Champion de Grande-Bretagne - ASKO Linz : Champion d'Autriche - Sporting Neerpelt : Champion de Belgique 1978 - CSKA Sofia : Champion de Bulgarie - Helsinki IFK : Champion de Finlande - Stella Sports St-Maur : Champion de France 1978 - Kyndil Tórshavn : Champion des Îles Féroé - Valur Reykjavik : Champion d'Islande - Maccabi Petah-Tikva : Champion d'Israël - Volani Rovereto : Champion d'Italie | - Kirkby HC Liverpool : Champion de Grande-Bretagne - ASKO Linz : Champion d'Autriche - Sporting Neerpelt : Champion de Belgique 1978 - CSKA Sofia : Champion de Bulgarie - Helsinki IFK : Champion de Finlande - Stella Sports St-Maur : Champion de France 1978 - Kyndil Tórshavn : Champion des Îles Féroé - Valur Reykjavik : Champion d'Islande - Maccabi Petah-Tikva : Champion d'Israël - Volani Rovereto : Champion d'Italie | - Kirkby HC Liverpool : Champion de Grande-Bretagne - ASKO Linz : Champion d'Autriche - Sporting Neerpelt : Champion de Belgique 1978 - CSKA Sofia : Champion de Bulgarie - Helsinki IFK : Champion de Finlande - Stella Sports St-Maur : Champion de France 1978 - Kyndil Tórshavn : Champion des Îles Féroé - Valur Reykjavik : Champion d'Islande - Maccabi Petah-Tikva : Champion d'Israël - Volani Rovereto : Champion d'Italie | - Kirkby HC Liverpool : Champion de Grande-Bretagne - ASKO Linz : Champion d'Autriche - Sporting Neerpelt : Champion de Belgique 1978 - CSKA Sofia : Champion de Bulgarie - Helsinki IFK : Champion de Finlande - Stella Sports St-Maur : Champion de France 1978 - Kyndil Tórshavn : Champion des Îles Féroé - Valur Reykjavik : Champion d'Islande - Maccabi Petah-Tikva : Champion d'Israël - Volani Rovereto : Champion d'Italie | - Kirkby HC Liverpool : Champion de Grande-Bretagne - ASKO Linz : Champion d'Autriche - Sporting Neerpelt : Champion de Belgique 1978 - CSKA Sofia : Champion de Bulgarie - Helsinki IFK : Champion de Finlande - Stella Sports St-Maur : Champion de France 1978 - Kyndil Tórshavn : Champion des Îles Féroé - Valur Reykjavik : Champion d'Islande - Maccabi Petah-Tikva : Champion d'Israël - Volani Rovereto : Champion d'Italie | - Kirkby HC Liverpool : Champion de Grande-Bretagne - ASKO Linz : Champion d'Autriche - Sporting Neerpelt : Champion de Belgique 1978 - CSKA Sofia : Champion de Bulgarie - Helsinki IFK : Champion de Finlande - Stella Sports St-Maur : Champion de France 1978 - Kyndil Tórshavn : Champion des Îles Féroé - Valur Reykjavik : Champion d'Islande - Maccabi Petah-Tikva : Champion d'Israël - Volani Rovereto : Champion d'Italie | - HB Eschois Fola : Champion du Luxembourg - Refstad IL : Champion de Norvège - Hermes La Haye : Champion des Pays-Bas - Sporting Portugal : Champion du Portugal - Dinamo Bucarest : Champion de Roumanie - HK Drott Halmstad : Champion de Suède - TV Zofingen : Champion de Suisse - VSZ Košice : Champion de Tchécoslovaquie - CSKA Moscou : Champion d'URSS - Željezničar Sarajevo : Champion de Yougoslavie | - HB Eschois Fola : Champion du Luxembourg - Refstad IL : Champion de Norvège - Hermes La Haye : Champion des Pays-Bas - Sporting Portugal : Champion du Portugal - Dinamo Bucarest : Champion de Roumanie - HK Drott Halmstad : Champion de Suède - TV Zofingen : Champion de Suisse - VSZ Košice : Champion de Tchécoslovaquie - CSKA Moscou : Champion d'URSS - Željezničar Sarajevo : Champion de Yougoslavie | - HB Eschois Fola : Champion du Luxembourg - Refstad IL : Champion de Norvège - Hermes La Haye : Champion des Pays-Bas - Sporting Portugal : Champion du Portugal - Dinamo Bucarest : Champion de Roumanie - HK Drott Halmstad : Champion de Suède - TV Zofingen : Champion de Suisse - VSZ Košice : Champion de Tchécoslovaquie - CSKA Moscou : Champion d'URSS - Željezničar Sarajevo : Champion de Yougoslavie | - HB Eschois Fola : Champion du Luxembourg - Refstad IL : Champion de Norvège - Hermes La Haye : Champion des Pays-Bas - Sporting Portugal : Champion du Portugal - Dinamo Bucarest : Champion de Roumanie - HK Drott Halmstad : Champion de Suède - TV Zofingen : Champion de Suisse - VSZ Košice : Champion de Tchécoslovaquie - CSKA Moscou : Champion d'URSS - Željezničar Sarajevo : Champion de Yougoslavie | - HB Eschois Fola : Champion du Luxembourg - Refstad IL : Champion de Norvège - Hermes La Haye : Champion des Pays-Bas - Sporting Portugal : Champion du Portugal - Dinamo Bucarest : Champion de Roumanie - HK Drott Halmstad : Champion de Suède - TV Zofingen : Champion de Suisse - VSZ Košice : Champion de Tchécoslovaquie - CSKA Moscou : Champion d'URSS - Željezničar Sarajevo : Champion de Yougoslavie | - HB Eschois Fola : Champion du Luxembourg - Refstad IL : Champion de Norvège - Hermes La Haye : Champion des Pays-Bas - Sporting Portugal : Champion du Portugal - Dinamo Bucarest : Champion de Roumanie - HK Drott Halmstad : Champion de Suède - TV Zofingen : Champion de Suisse - VSZ Košice : Champion de Tchécoslovaquie - CSKA Moscou : Champion d'URSS - Željezničar Sarajevo : Champion de Yougoslavie | - HB Eschois Fola : Champion du Luxembourg - Refstad IL : Champion de Norvège - Hermes La Haye : Champion des Pays-Bas - Sporting Portugal : Champion du Portugal - Dinamo Bucarest : Champion de Roumanie - HK Drott Halmstad : Champion de Suède - TV Zofingen : Champion de Suisse - VSZ Košice : Champion de Tchécoslovaquie - CSKA Moscou : Champion d'URSS - Željezničar Sarajevo : Champion de Yougoslavie | - HB Eschois Fola : Champion du Luxembourg - Refstad IL : Champion de Norvège - Hermes La Haye : Champion des Pays-Bas - Sporting Portugal : Champion du Portugal - Dinamo Bucarest : Champion de Roumanie - HK Drott Halmstad : Champion de Suède - TV Zofingen : Champion de Suisse - VSZ Košice : Champion de Tchécoslovaquie - CSKA Moscou : Champion d'URSS - Željezničar Sarajevo : Champion de Yougoslavie | - HB Eschois Fola : Champion du Luxembourg - Refstad IL : Champion de Norvège - Hermes La Haye : Champion des Pays-Bas - Sporting Portugal : Champion du Portugal - Dinamo Bucarest : Champion de Roumanie - HK Drott Halmstad : Champion de Suède - TV Zofingen : Champion de Suisse - VSZ Košice : Champion de Tchécoslovaquie - CSKA Moscou : Champion d'URSS - Željezničar Sarajevo : Champion de Yougoslavie | - HB Eschois Fola : Champion du Luxembourg - Refstad IL : Champion de Norvège - Hermes La Haye : Champion des Pays-Bas - Sporting Portugal : Champion du Portugal - Dinamo Bucarest : Champion de Roumanie - HK Drott Halmstad : Champion de Suède - TV Zofingen : Champion de Suisse - VSZ Košice : Champion de Tchécoslovaquie - CSKA Moscou : Champion d'URSS - Željezničar Sarajevo : Champion de Yougoslavie | - HB Eschois Fola : Champion du Luxembourg - Refstad IL : Champion de Norvège - Hermes La Haye : Champion des Pays-Bas - Sporting Portugal : Champion du Portugal - Dinamo Bucarest : Champion de Roumanie - HK Drott Halmstad : Champion de Suède - TV Zofingen : Champion de Suisse - VSZ Košice : Champion de Tchécoslovaquie - CSKA Moscou : Champion d'URSS - Željezničar Sarajevo : Champion de Yougoslavie | - HB Eschois Fola : Champion du Luxembourg - Refstad IL : Champion de Norvège - Hermes La Haye : Champion des Pays-Bas - Sporting Portugal : Champion du Portugal - Dinamo Bucarest : Champion de Roumanie - HK Drott Halmstad : Champion de Suède - TV Zofingen : Champion de Suisse - VSZ Košice : Champion de Tchécoslovaquie - CSKA Moscou : Champion d'URSS - Željezničar Sarajevo : Champion de Yougoslavie | - HB Eschois Fola : Champion du Luxembourg - Refstad IL : Champion de Norvège - Hermes La Haye : Champion des Pays-Bas - Sporting Portugal : Champion du Portugal - Dinamo Bucarest : Champion de Roumanie - HK Drott Halmstad : Champion de Suède - TV Zofingen : Champion de Suisse - VSZ Košice : Champion de Tchécoslovaquie - CSKA Moscou : Champion d'URSS - Željezničar Sarajevo : Champion de Yougoslavie | - HB Eschois Fola : Champion du Luxembourg - Refstad IL : Champion de Norvège - Hermes La Haye : Champion des Pays-Bas - Sporting Portugal : Champion du Portugal - Dinamo Bucarest : Champion de Roumanie - HK Drott Halmstad : Champion de Suède - TV Zofingen : Champion de Suisse - VSZ Košice : Champion de Tchécoslovaquie - CSKA Moscou : Champion d'URSS - Željezničar Sarajevo : Champion de Yougoslavie | - HB Eschois Fola : Champion du Luxembourg - Refstad IL : Champion de Norvège - Hermes La Haye : Champion des Pays-Bas - Sporting Portugal : Champion du Portugal - Dinamo Bucarest : Champion de Roumanie - HK Drott Halmstad : Champion de Suède - TV Zofingen : Champion de Suisse - VSZ Košice : Champion de Tchécoslovaquie - CSKA Moscou : Champion d'URSS - Željezničar Sarajevo : Champion de Yougoslavie |

## Tour préliminaire
| Équipe               | Aller   | Total   | Retour  | Équipe                |
| -------------------- | ------- | ------- | ------- | --------------------- |
| Volani Rovereto      | 11 – 10 | 27 – 42 | 16 – 32 | ASKO Linz             |
| Hermes La Haye       | 18 – 16 | 36 – 42 | 18 – 26 | Sporting Neerpelt     |
| Željezničar Sarajevo | 30 – 16 | 60 – 37 | 30 – 21 | Maccabi Petah-Tikva   |
| TV Zofingen          | 18 – 25 | 32 – 41 | 14– 16  | VSZ Košice            |
| Sporting Lisbonne CP | 18 – 18 | 30 – 40 | 12 – 22 | Stella Sports St-Maur |
| HK Drott Halmstad    | 31 – 13 | 61 – 27 | 30 – 14 | Kyndil Tórshavn       |
| Refstad IL           | 16 – 14 | 28 – 28 | 12 – 14 | Valur Reykjavik       |
| CSKA Sofia           | 17 – 23 | 35 – 54 | 18 – 31 | Dinamo Bucarest       |
| CSKA Moscou          | 36 – 19 | 71 – 23 | 35 – 14 | Helsinki IFK          |
| Kirkby HC Liverpool  | 14 – 24 | 26 – 48 | 12 – 24 | HB Eschois Fola       |

## Huitièmes de finale
| Équipe                | Aller   | Total   | Retour  | Équipe            |
| --------------------- | ------- | ------- | ------- | ----------------- |
| TV Großwallstadt      | 14 – 11 | 28 – 26 | 14 – 15 | ASKO Linz         |
| VSZ Košice            | 23 – 13 | 42 – 31 | 19 – 18 | Sporting Neerpelt |
| Željezničar Sarajevo  | 26 – 22 | 43 – 44 | 17 – 22 | Budapest Honvéd   |
| Stella Sports St-Maur | 20 – 16 | 35 – 34 | 15 – 18 | HK Drott Halmstad |
| CB Calpisa Alicante   | 16 – 12 | 35 – 32 | 19 – 20 | KFUM Fredericia   |
| Valur Reykjavik       | 19 – 25 | 39 – 45 | 20 – 20 | Dinamo Bucarest   |
| CSKA Moscou           | 35 – 23 | 59 – 49 | 24 – 26 | WKS Slask Wroclaw |
| HB Eschois Fola       | 10 – 25 | 24 – 51 | 14 – 26 | SC Empor Rostock  |

## Phase finale
| \| Großwallstadt Rostock Alicante Moscou Saint-Maur Bucarest Budapest Košice \| Localisation des équipes en phase finale. |
| Großwallstadt Rostock Alicante Moscou Saint-Maur Bucarest Budapest Košice                                                 |

|  | Quarts de finale      | Quarts de finale      | Quarts de finale | Quarts de finale |                  |                  | Demi-finales | Demi-finales | Demi-finales | Demi-finales |  |  | Finale | Finale | Finale | Finale |
|  |                       |                       |                  |                  |                  |                  |              |              |              |              |  |  |        |        |        |        |
|  |                       |                       |                  |                  |                  |                  |              |              |              |              |  |  |        |        |        |        |
|  |                       |                       |                  |                  |                  |                  |              |              |              |              |  |  |        |        |        |        |
|  | TV Großwallstadt      | TV Großwallstadt      | 17               | 17               |                  |                  |              |              |              |              |  |  |        |        |        |        |
|  | TV Großwallstadt      | TV Großwallstadt      | 17               | 17               |                  |                  |              |              |              |              |  |  |        |        |        |        |
|  | VSZ Košice            | VSZ Košice            | 12               | 15               |                  |                  |              |              |              |              |  |  |        |        |        |        |
|  | VSZ Košice            | VSZ Košice            | 12               | 15               | TV Großwallstadt | TV Großwallstadt | 18           | 24           |              |              |  |  |        |        |        |        |
|  |                       |                       |                  |                  | TV Großwallstadt | TV Großwallstadt | 18           | 24           |              |              |  |  |        |        |        |        |
|  |                       |                       | Budapest Honvéd  | Budapest Honvéd  | 9                | 27               |              |              |              |              |  |  |        |        |        |        |
|  | Stella Sports St-Maur | Stella Sports St-Maur | Budapest Honvéd  | Budapest Honvéd  | 9                | 27               | 19           | 20           |              |              |  |  |        |        |        |        |
|  | Stella Sports St-Maur | Stella Sports St-Maur |                  |                  |                  |                  |              | 20           |              |              |  |  |        |        |        |        |
|  | Budapest Honvéd       | Budapest Honvéd       | 25               | 26               |                  |                  |              |              |              |              |  |  |        |        |        |        |
|  | Budapest Honvéd       | Budapest Honvéd       | 25               | 26               | TV Großwallstadt | TV Großwallstadt | 14           | 16           |              |              |  |  |        |        |        |        |
|  |                       |                       |                  |                  | TV Großwallstadt | TV Großwallstadt | 14           | 16           |              |              |  |  |        |        |        |        |
|  |                       |                       | SC Empor Rostock | SC Empor Rostock | 10               | 18               |              |              |              |              |  |  |        |        |        |        |
|  | Dinamo Bucarest       | Dinamo Bucarest       | SC Empor Rostock | SC Empor Rostock | 10               | 18               | 28           | 20           |              |              |  |  |        |        |        |        |
|  | Dinamo Bucarest       | Dinamo Bucarest       |                  |                  |                  |                  |              |              |              |              |  |  |        |        |        |        |
|  | CB Calpisa Alicante   | CB Calpisa Alicante   | 14               | 24               |                  |                  |              |              |              |              |  |  |        |        |        |        |
|  | CB Calpisa Alicante   | CB Calpisa Alicante   | 14               | 24               | SC Empor Rostock | SC Empor Rostock | 19           | 18           |              |              |  |  |        |        |        |        |
|  |                       |                       |                  |                  | SC Empor Rostock | SC Empor Rostock | 19           | 18           |              |              |  |  |        |        |        |        |
|  |                       |                       | Dinamo Bucarest  | Dinamo Bucarest  | 14               | 22               |              |              |              |              |  |  |        |        |        |        |
|  | CSKA Moscou           | CSKA Moscou           | Dinamo Bucarest  | Dinamo Bucarest  | 14               | 22               | 22           | 14           |              |              |  |  |        |        |        |        |
|  | CSKA Moscou           | CSKA Moscou           |                  |                  |                  |                  |              | 14           |              |              |  |  |        |        |        |        |
|  | SC Empor Rostock      | SC Empor Rostock      | 20               | 17               |                  |                  |              |              |              |              |  |  |        |        |        |        |
|  | SC Empor Rostock      | SC Empor Rostock      | 20               | 17               |                  |                  |              |              |              |              |  |  |        |        |        |        |
|  |                       |                       |                  |                  |                  |                  |              |              |              |              |  |  |        |        |        |        |

### Quarts de finale
| Équipe                | Aller   | Total   | Retour  | Équipe              |
| --------------------- | ------- | ------- | ------- | ------------------- |
| TV Großwallstadt      | 17 – 12 | 34 – 27 | 17 – 15 | VSZ Košice          |
| Stella Sports St-Maur | 19 – 25 | 39 – 51 | 20 – 26 | Budapest Honvéd     |
| Dinamo Bucarest       | 28 – 14 | 48 – 38 | 20 – 24 | CB Calpisa Alicante |
| CSKA Moscou           | 22 – 20 | 36 – 37 | 14 – 17 | SC Empor Rostock    |

### Demi-finales
| Équipe           | Aller   | Total   | Retour  | Équipe          |
| ---------------- | ------- | ------- | ------- | --------------- |
| TV Großwallstadt | 18 – 9  | 42 – 36 | 24 – 27 | Budapest Honvéd |
| SC Empor Rostock | 19 – 14 | 37 – 36 | 18 – 22 | Dinamo Bucarest |

### Finale
La finale a été disputée sur deux rencontres, le match aller le samedi 22 avril 1979 dans l'Olympiahalle de Munich en Allemagne de l'Ouest et le match retour le 29 avril 1979 à Rostock en Allemagne de l'Est.
| Équipe           | Aller   | Total   | Retour  | Équipe           |
| ---------------- | ------- | ------- | ------- | ---------------- |
| TV Großwallstadt | 14 – 10 | 30 – 28 | 16 – 18 | SC Empor Rostock |

## Le champion d'Europe
| Champion d'Europe - Coupe des clubs champions 1978-1979 TV Großwallstadt 1er titre |